# نوفا (نظام تشغيل)
نوفا (بالإسبانية: Nova)‏ هي توزيعة لينكس من تطوير الحكومة الكوبية أطلقت في فبراير 2009. كانت التوزيعة مبنية على جنتو في بداياتها، ثم صارت مبنية على أوبونتو بدءًا من الإصدار 2.1.

## وصلات خارجية
- الموقع الرسمي